# Зилай (деревня, Балезинский район)
Зила́й (5 километр) — деревня в Андрейшурском сельском поселении Балезинского района Удмуртии. Центр поселения — село Андрейшур.
Население - 12 человек (2007; 32 в 1961).
Деревня находится на левом берегу речки Пулыбка, левого притока Чепцы. На правом находится деревня Беляны.
Через деревню проходит железная дорога (Игринское направление Ижевского отделения Горьковской железной дороги).
В деревне имеются одна улица — Линейная.
ГНИИМБ 	: 1837
Индекс 	: 427550